# Jhargram
Jhargram là một thành phố và khu đô thị của quận Medinipur thuộc bang Tây Bengal, Ấn Độ.

## Địa lý
Jhargram có vị trí 22°27′B 86°59′Đ / 22,45°B 86,98°Đ Nó có độ cao trung bình là 81 mét (265 feet).

## Nhân khẩu
Theo điều tra dân số năm 2001 của Ấn Độ, Jhargram có dân số 53.158 người. Phái nam chiếm 51% tổng số dân và phái nữ chiếm 49%. Jhargram có tỷ lệ 76% biết đọc biết viết, cao hơn tỷ lệ trung bình toàn quốc là 59,5%: tỷ lệ cho phái nam là 82%, và tỷ lệ cho phái nữ là 71%. Tại Jhargram, 11% dân số nhỏ hơn 6 tuổi.